# Seignanx
Seignanx ([sɛɲɑ̃], en occitano: Senhans) es una antigua baronia del suroeste de Francia.
Este término ahora se refiere a un país de l'Adour Landas, en el departamento de las Landas, y cubre el territorio de los municipios de Tarnos, Ondres, Saint-Martin-de-Seignanx, Saint-André-de-Seignanx, Saint-Laurent-de-Gosse, Saint-Barthélemy, Biaudos y Biarrotte.
Su capital histórica es Saint-Martin-de-Seignanx (en occitano Sent Martin de Senhans) que es sede de un cantón.

## Límites
Al norte con Maremne.
Al este con Gosse.
Al Sur con Euskal Herria (Labort).
Al Oeste con Océano Atlántico.
- Datos: Q3477802